# Cenómanos
Este artículo trata de los cenómanos en la Galia Céltica; para los cenómanos en la Galia Cisalpina, véase Cenómanos (Galia Cisalpina).
Los cenómanos o aulercos cenómanos (en latín, Cenomani, Aulerci Cenomani) fueron un pueblo galo, una rama de los aulercos en la Galia Céltica, cuyo territorio se corresponde en líneas generales a Maine en el moderno departamentos de Sarthe, al oeste de los carnutes entre el Sena y el Loira. Su capital era Vindinum o Suindinum (corrompido a 'Subdinnum'), después Civitas Cenomanorum (de ahí Le Mans) y más tarde Cenomani en Notitia Dignitatum, el nombre original de la ciudad, como era usual en el caso de las ciudades galas, siendo reemplazadas por el del pueblo. De acuerdo con César (Comentarios a la guerra de las Galias Libro VII.75.3), ayudaron a Vercingétorix en el gran alzamiento (52 a. C.) con una fuerza de 5.000 hombres. Bajo Augusto formaron una civitas stipendaria de la Galia Lugdunense, y en el siglo IV parte de la Galia Lugdunense III. 
Hay otro pueblo llamado los cenómanos que tuvieron un extenso territorio en la Galia Cisalpina; sin embargo, hay desacuerdo sobre si son el mismo pueblo o no. La ortografía ha variado y da lugar a la discusión. Según Arbois de Jubainville, los cenomni de Italia no son idénticos a los cehomni (o cenomanni) de la Galia. En el caso de estos últimos, la supervivencia de la sílaba man en "Le Mans" se debe al énfasis que se pone en la vocal; en caso de que la vocal fuera corta y sin acentuar, habría desaparecido. En Italia los cenómanos (Cenomani) es el nombre de un pueblo; en la Galia, meramente un apellido de los aulercos. William Smith adopta la diferencia, colocando a los pueblos en dos artículos separados en su Dictionary of Greek and Roman Geography («Diccionario de Geografía griega y romana»). Por otro lado, si la tradición documentada por Catón (en Plinio, Historia Natural iii. 19. s. 23) es cierta, que los cenómanos formaron un asentamiento cerca de Massilia (moderna Marsella), entre los volcas, lo que podría indicar una ruta que tomaron los cenómanos hacia la Galia Cisalpina en Italia. 
Los cenómanos de la Galia Cisalpina llegaron tras la expedición de Beloveso, guiada por Helitovio y se les atribuye la fundación de Brixia, o Brescia.